# ビジュメニア
「ビジュメニア」は、悠木碧の楽曲。藤林聖子が作詞、bermei.inazawaが作曲を手掛けた。自身初のシングルとして2014年1月29日にFlyingDogから発売された。

## 背景
悠木は、作曲を手掛けたbermei.inazawaが1stアルバム『プティパ』で悠木が思い描くイメージを表現したことからbermeiには好感を持っているという。
本曲は、テレビアニメ『世界征服〜謀略のズヴィズダー〜』のエンディングテーマに起用された。制作に際し、同アニメをインスピレーションとしつつ同アニメのイメージを壊さないことを心掛けたが、作品のイメージが前面に出て悠木のカラーが失われるため、作品と悠木のイメージをどう融合するかで悩んでいたという。具体的な制作方法としては、同アニメ寄りに作った内容に命令口調や作品タイトルの一部が入った魔法の言葉的なフレーズを入れて行われた。
タイトルの「ビジュメニア」は、当初は既存のワードであったが、悠木のリクエストでフランス語で宝石を表す「ビジュ」と「マニア」をもじった「メニア」を掛け合わせた造語に変更された。
PV・ジャケット・衣装は、アルバム『プティパ』と『メリバ』ではカラフルな感じだったが、今回は白で統一している。なおビジュアルを白にした理由として、歌詞の主人公である白の女王が好きなものを万華鏡に集約した内容であること、悠木自身のサイリウムカラーの強調、白く染まりすぎた怖い印象を与えること、色を抜いた状態が様々な解釈が可能であることを挙げている。
衣装は胸の谷間を強調する露出度の高いものになっており、「ANIMAX MUSIX 2013」に出演した際「谷間ックスMUSIX」と呼ばれるなど話題を呼んでいたが、これは白の女王をモチーフとしているため、露出度の高い衣装の方がコンセプトである「生き物なんだけど生き物じゃない」に近づくと考えたため採用されたという。

## シングルリリース
2014年1月29日にFlyingDogから発売された。悠木はこれまで2作のミニアルバムをリリースしているが、シングルとしては今作が初となる。
DVD付限定盤（VTZL-73）と通常盤（VTCL-35173）の2種リリースで、限定盤には本曲のPVとメイキングを収録したDVDが同梱されている。
2曲目「くちひげ泡バルーン」は、iOSアプリ『モンハン いつでもアイルーライフ』のテーマソングに起用された。表題曲がやや難解であったため猫をモチーフとしたかわいくてハッピーな曲にしようと考えたという。5曲目には歌詞が全部猫語になっている「お出かけVer.」が収録されている。同バージョンに関し悠木は「世の中のいろんなつらいことがバカらしくなってくる。」と述べている。
DVDに収録されているメイキング映像では悠木が大好きな魔法少女を語るシーンがあるが、それを聞いたスタッフが悠木のために専用のステッフを作ったという。

## シングル収録内容
| #         | タイトル                             | 作詞      | 作曲・編曲     | 時間  |
| --------- | ------------------------------------ | --------- | -------------- | ----- |
| 1.        | 「ビジュメニア」                     | 藤林聖子  | bermei.inazawa | 4:14  |
| 2.        | 「くちひげ泡バルーン」               | 中野愛子  | 佐々倉有吾     | 3:51  |
| 3.        | 「ビジュメニア」(without Aoi)        |           |                | 4:14  |
| 4.        | 「くちひげ泡バルーン」(without Aoi)  |           |                | 3:52  |
| 5.        | 「くちひげ泡バルーン」(お出かけVer.) |           |                | 1:36  |
| 合計時間: | 合計時間:                            | 合計時間: | 合計時間:      | 17:47 |

| #  | タイトル                       | 作詞 | 作曲・編曲 |
| -- | ------------------------------ | ---- | ---------- |
| 1. | 「ビジュメニア」(Music Video)  |      |            |
| 2. | 「ビジュメニア」(Making Video) |      |            |

## チャート
| チャート（2014年）                | 最高位 |
| --------------------------------- | ------ |
| オリコン                          | 19     |
| Billboard JAPAN Hot 100           | 73     |
| Billboard JAPAN Hot Singles Sales | 18     |
| Billboard JAPAN Hot Animation     | 15     |